# JCサービス
株式会社JCサービス（ジェイシーサービス、JC Service Co., Ltd.）は、かつて再生エネルギー発電システム設計、開発、設置などを手掛けていた日本の企業。

## 概要
兵庫県庁職員などを務めていた中久保正己が2003年3月に設立。太陽光発電をはじめとした再生可能エネルギー発電システムの設計、開発、設置、設備販売、メンテナンスなどを手掛けていた。
2016年11月期には62億1605万円の売上があったが、案件の減少から2017年11月期の売上は57億6727万円に落ち込むなど拡大路線に陰りが見え始めた。以降は国内バイオマス発電事業や海外の水力発電事業などに注力するようになった。しかし、土地の利用権の取得手続きなどに大幅な遅れが生じていた他、2020年に発生した新型コロナウイルスにより、開発工程の進捗に遅れが生じるなど業況が悪化していった。
これに追い打ちをかけるかのように、子会社であったグリーンインフラレンディングが2021年3月8日にmaneoマーケットから破産申し立てを受け、グリーンインフラレンディングが同年4月9日に、maneoマーケットによる第三者破産申立が東京地方裁判所から認められて破産手続開始決定を受けるなど状況が悪化していった。
JCサービスは、第三者破産が行われる可能性があるとして、maneoマーケットによるグリーンインフラレンディングの第三者破産申立に対抗する形で2021年3月24日に東京地方裁判所へ民事再生法適用を申請し、同年3月31日に保全命令を受けた。JCサービスは、グリーンインフラレンディングとの不正行為があったという債権者からの主張を否定した。
中久保社長は民事再生手続に関して、DIP型民事再生手続を希望し、債権者から意見を募っていた。しかし、中久保社長の主張は認められず、東京地方裁判所は2021年5月27日に、経営陣より権限が強い管財人が選任される管理型民事再生手続による民事再生手続を開始する決定を下した。中久保自身も同年7月28日に東京地方裁判所から破産手続開始決定を受けた。
JCサービスは、管財人の下で事業を継続していたが、その後の新規案件はなく、事業コストを勘案すると事業継続の必要性がないことから、管財人は破産手続に移行した方が適切であると判断。JCサービスは2021年9月9日に東京地方裁判所から民事再生手続廃止決定を受け、同年10月9日に破産手続開始決定を受けた。負債総額は153億4285万4000円。
関連会社であった合同会社バイオマスプロジェクト第1号も、JCサービスの破産管財人から破産を申し立てられ、2022年4月13日に東京地方裁判所から破産手続開始決定を受けた。合同会社バイオマスプロジェクト第1号の破産管財人は別の弁護士が選任されている。

## かつての子会社
- グリーンインフラレンディング - 2021年4月9日に破産手続開始決定。
- JC証券 - 2021年9月1日に破産手続開始決定。